# Aila, Estland
Aila är en by i nordvästra Estland. Den ligger i Saue kommun i landskapet Harjumaa, 23 km sydväst om huvudstaden Tallinn. Antalet invånare var 178 år 2011.
Aila ligger 36 meter över havet  och terrängen runt byn är mycket platt. Runt Aila är det ganska glesbefolkat, med 36 invånare per kvadratkilometer. Närmaste större samhälle är Keila, 4 km väster om Aila. Omgivningarna runt Aila är en mosaik av jordbruksmark och naturlig växtlighet.